# Municipio de Corinth (Iowa)
El municipio de Corinth (en inglés: Corinth Township) es un municipio ubicado en el condado de Humboldt en el estado estadounidense de Iowa. En el año 2010 tenía una población de 337 habitantes y una densidad poblacional de 3,97 personas por km².

## Geografía
El municipio de Corinth se encuentra ubicado en las coordenadas 42°40′57″N 94°16′19″O / 42.68250, -94.27194. Según la Oficina del Censo de los Estados Unidos, el municipio tiene una superficie total de 84.93 km², de la cual 84,67 km² corresponden a tierra firme y (0,3 %) 0,26 km² es agua.

## Demografía
Según el censo de 2010, había 337 personas residiendo en el municipio de Corinth. La densidad de población era de 3,97 hab./km². De los 337 habitantes, el municipio de Corinth estaba compuesto por el 96,44 % blancos, el 2,37 % eran de otras razas y el 1,19 % eran de una mezcla de razas. Del total de la población el 2,97 % eran hispanos o latinos de cualquier raza.